# Doctor Sleep: Ký ức kinh hoàng
Doctor Sleep là một bộ phim kinh dị của Mỹ vào năm 2019 dựa trên cuốn tiểu thuyết cùng tên năm 2013 của Stephen King. Đây là phần tiếp theo của cuốn tiểu thuyết The Shining năm 1977 của King. Bộ phim lấy bối cảnh vài thập kỷ sau các sự kiện của The Shining, kết hợp các yếu tố của tiểu thuyết năm 1977 và bộ phim chuyển thể cùng tên năm 1980 của đạo diễn Stanley Kubrick. Doctor Sleep được viết kịch bản, đạo diễn và chỉnh sửa bởi Mike Flanagan. Phim có sự tham gia của Ewan McGregor trong vai Danny Torrance, một người đàn ông có khả năng ngoại cảm, người đang vật lộn với chấn thương thời thơ ấu. Bộ phim cũng có sự tham gia của Rebecca Ferguson và Kyliegh Curran trong bộ phim đầu tay của cô. Carl Lumbly, Zahn McClarnon, Emily Alyn Lind, Bruce Greenwood, Jocelin Donahue, Alex Essoe và Cliff Curtis cũng góp mặt trong các vai phụ.
Warner Bros. Pictures bắt đầu phát triển một bộ phim chuyển thể ngay sau khi Doctor Sleep được xuất bản vào năm 2013. Nhà biên kịch, nhà sản xuất Akiva Goldsman đã viết kịch bản nhưng hãng phim không đảm bảo ngân sách cho bộ phim cho đến khi thành công về doanh thu phòng vé của bộ phim kinh dị năm 2017 It, cũng dựa trên tiểu thuyết của King. Flanagan được thuê để viết lại kịch bản của Goldsman và chỉ đạo bộ phim. Flanagan nói rằng bộ phim sẽ cố gắng dung hòa những khác biệt giữa tiểu thuyết và phim The Shining. Việc quay phim bắt đầu vào tháng 9 năm 2018 tại bang Georgia, bao gồm Atlanta và khu vực lân cận, và kết thúc vào tháng 12 năm 2018.
Warner Bros đã phát hành Doctor Sleep tại các quốc gia và lãnh thổ khác từ ngày 31 tháng 10 năm 2019 và sẽ phát hành bộ phim tại Hoa Kỳ  vào ngày 8 tháng 11 năm 2019. Bộ phim đã nhận được những đánh giá tích cực từ các nhà phê bình do đã bám sát với tiểu thuyết của Stephen King và bộ phim của Kubrick.

## Nội dung
Vào năm 1980, một thời gian sau khi thoát khỏi khách sạn Overlook, Danny Torrance và mẹ của anh Wendy sống ở Florida. Bởi vì khả năng ngoại cảm của mình, có "sinh khí", Danny bị ám bởi một trong những hồn ma ở khách sạn Overlook - người phụ nữ có cơ thể mục nát từ phòng 237. Hồn ma của Bếp trưởng Dick Hallorann dạy anh nhốt những con ma độc ác trong những "chiếc hộp" tưởng tượng trong tâm trí anh. Trong khi đó, một giáo phái gần như bất tử được biết với cái tên True Knot, do Rose the Hat dẫn đầu, kéo dài sự sống của chúng bằng cách ăn "sinh khí", một bản chất tâm linh được tạo ra khi tra tấn và giết những người có khả năng "thấu thị".
Vào năm 2011, Danny (bây giờ là "Dan") đã trở thành một kẻ nghiện rượu. Sau khi ăn cắp tiền của một bà mẹ trẻ đơn thân sau cuộc tình một đêm, anh nhận ra rằng mình thực sự rỗng túi. Dan chuyển đến một thị trấn nhỏ và kết bạn với Billy Freeman, người đã cho anh một công việc và là người tài trợ cho AA (Hội người nghiện rượu ẩn danh). Dan bắt đầu phục hồi và sớm tìm được việc làm tại một nhà tế bần. Dan sử dụng khả năng "thấu thị" của mình để an ủi những bệnh nhân đang hấp hối, họ đặt cho anh một biệt danh là "Doctor Sleep". Anh cũng bắt đầu nhận được liên lạc thần giao cách cảm từ Abra Stone, một cô bé 13 tuổi, người có khả năng “thấu thị” thậm chí còn mạnh hơn anh. Trong khi đó, Rose tuyển mộ một cô gái trẻ, Snakebite Andi, vào giáo phái của ả sau khi quan sát thấy khả năng điều khiển tâm trí người khác của Andi.
Năm 2019, hội True Knot dần chết đói do những nguồn sinh khí ngày càng hiếm. Chúng bắt cóc một cậu bé cầu thủ bóng chày tên Bradley và tra tấn cậu bé đến chết để lấy sinh khí. Cô bé Abra cảm nhận được sự kiện này, sự đau khổ của cô bé cảnh báo Dan và làm Rose chú ý. Rose nhận ra nguồn sinh khí khổng lồ của Abra và đặt mục tiêu bắt cô bé, dự định trích xuất sinh khí của Abra để duy trì sự sống cho cả hội. Nhận ra rằng Rose đang truy đuổi mình, Abra đến gặp Dan, Dan khuyên cô bé nên ẩn khả năng "thấu thị" để tránh thu hút sự chú ý. Đêm đó, Rose ám vào tâm trí của Abra, nhưng sững sờ khi bị cô bé bẫy lại và thoáng chốc bước ngược vào tâm trí của Rose và làm ả bị thương. Sau khi ông nội Flick trong hội chết vì thiếu "sinh khí", Rose cho cả hội đi bắt giữ Abra.
Con mèo dẫn Dan đến một căn phòng trống, nơi anh gặp lại Hallorann, người hướng dẫn anh bảo vệ Abra. Abra nói với Dan về những gì đã xảy ra với Rose và nói rằng mình có thể theo dõi hội True Knot nếu cô bé có thể chạm vào găng tay bóng chày của Bradley. Dan nói với Billy về "sinh khí", họ đi đến hiện trường vụ án mạng và tìm ra xác Bradley để lấy găng tay của cậu bé. Sau đó, họ đến nhà của Abra, nơi họ nói với bố cô bé - Dave - về "sinh khí" và đưa ra một kế hoạch. Sử dụng Abra làm mồi nhử, Dan và Billy dụ được các thành viên giáo phái vào rừng và bắn chết hầu hết bọn chúng, tuy nhiên Snakebite Andi, trước khi chết, đã điều khiển tâm trí khiến Billy tự sát.
Người tình của Rose, Crow Daddy, giết Dave và bắt cóc Abra, đánh thuốc mê cô để trấn áp khả năng đặc biệt của cô. Dan liên lạc được với Abra, cô bé cho phép anh tạm thời chiếm hữu cô bé và làm Crow Daddy đâm xe vào gốc cây bên đường, giết chết hắn và giải thoát cho cô bé. Trong khi Dan và Abra tái hợp, Rose "ăn" hết kho sinh khí còn lại của giáo phái, chữa lành vết thương của ả và thề sẽ trả thù cho cái chết của đồng bọn. Dan quyết định quay trở lại khách sạn Overlook bị bỏ hoang, tin rằng những "thứ" ở đó sẽ gây nguy hiểm cho Rose cũng như đối với anh và Abra. Dan khởi động lò hơi của khách sạn và khám phá tòa nhà, "đánh thức" nó bằng sinh khí của mình. Dan xem lại những căn phòng nơi bố anh Jack, chịu ảnh hưởng của Overlook, đã cố giết anh và người mẹ Wendy. Tại quầy bar của khách sạn, Dan được bố mình, hiện là một nhân viên pha chế ma, mời uống rượu whiskey nhưng anh từ chối.
Khi Rose đến khách sạn, Dan và Abra đối đầu với Rose bằng cách kéo ả vào tâm trí của Dan, dưới dạng mê cung tuyết của Overlook, nhưng thất bại trong việc nhốt ả vào một trong những chiếc hộp. Nhận ra khả năng của Dan, Rose mời anh nhập hội nhưng bị anh từ chối. Khi bị Rose áp đảo, khống chế và hút sinh khí, Dan thả các hồn ma của Overlook ra khỏi các hộp của mình. Rose - một thực thể ma cà rồng không thể chống lại các hồn ma - đã bị bao vây giết chết y như cách ả hành hạ và hút sinh khí từ người khác.
Tuy nhiên, những con ma cũng ám vào Dan và khiến anh săn lùng Abra. Khi Abra giải thoát được Dan trong giây lát, anh bảo cô bé chạy khỏi khách sạn. Đấu tranh với sự chiếm hữu từ những con ma, Dan trở về phòng lò hơi, chìm trong biển lửa. Trong khoảnh khắc cuối cùng của mình, Dan nhìn thấy chính mình khi còn là một đứa trẻ được mẹ ôm ấp.
Một thời gian sau, Abra nói chuyện với linh hồn của Dan, đảm bảo với nhau rằng cả hai sẽ ổn, trước khi anh biến mất. Người mẹ Lucy của Abra, đã dần làm quen với năng lực của con gái mình, đặc biệt từ việc cô bé có thể giao tiếp với linh hồn của người chồng quá cố. Trước khi xuống nhà, Abra đối mặt với hồn ma của người phụ nữ có thi thể mục nát từ Overlook, nhưng giờ cô bé đã chuẩn bị để nhốt con ma giống như cách Dan đã làm.

## Diễn viên
- Ewan McGregor trong vai Dan Torrance, một người đàn ông nghiện rượu có sức mạnh tâm linh được gọi là "người tỏa sáng". Nhân vật này lần đầu tiên xuất hiện khi còn là một đứa trẻ trong bộ phim The Shining, do Daniel Lloyd thủ vai. Roger Dale Floyd đóng vai một Dan Torrance trẻ tuổi.

- Rebecca Ferguson trong vai Rose the Hat, người đứng đầu của True Knot, một giáo phái nuôi dưỡng trẻ em bằng sức mạnh tâm linh.

- Kyliegh Curran trong vai Abra Stone, một cô gái với "sự tỏa sáng". Dakota Hickman đóng vai một Stone Stone trẻ tuổi.

- Cliff Curtis trong vai Billy Freeman, bạn của Dan, đồng nghiệp và nhà tài trợ của AA.

- Carl Lumbly trong vai Dick Hallorann, cựu đầu bếp của khách sạn Overlook, người có "sự tỏa sáng". Dick được chơi bởi Scatman Crothers trong The Shining. [7]

- Zahn McClarnon trong vai Crow Daddy, người yêu và cánh tay phải của Rose the Hat.

- Emily Alyn Lind trong vai Snakebite Andi, một thành viên của True Hôn.

- Bruce Greenwood trong vai Tiến sĩ John Dalton, lãnh đạo nhóm AA của Dan và ông chủ của ông tại nhà tế bần.

- Jocelin Donahue trong vai Lucy Stone, mẹ của Abra.

- Alex Essoe trong vai bà mẹ của Wendy Torrance. Wendy được chơi bởi Shelley Duvall trong The Shining. [7]

- Zackary Momoh trong vai Dave Stone, bố của Pete.

- Jacob Tremblay trong vai Bradley Trevor, một nạn nhân của True Hôn.

- Henry Thomas trong vai "Lloyd", một sự xuất hiện ma quái trong khách sạn Overlook giống với bố của Dan, Jack Torrance. Jack và Lloyd ban đầu được miêu tả trong The Shining bởi Jack Nicholson và Joe Turkel.

Ngoài ra, Carel Struycken xuất hiện dưới dạng Grandpa Flick, Robert Longstreet trong vai Barry the Chunk, Catherine Parker trong vai Silent Sarey, Met Clark trong vai Short Eddie và Selena Anduze trong vai Apron Annie; tất cả các thành viên của giáo phái True Hôn. Sadie và KK Heim miêu tả cặp song sinh Grady, với Kaitlyn McCormick và Molly Jackson cung cấp tiếng nói của họ; ban đầu các nhân vật do Lisa và Louise Burns thủ vai trong The Shining.
Danny Lloyd, người đóng vai Daniel Torrance trong The Shining, xuất hiện trong vai trò là bố của Bradley Trevor. Lloyd đã nghỉ hưu gần 38 năm và được Flanagan trực tiếp gửi lên Twitter để xuất hiện trong phim. Nhà sản xuất Trevor Macy nói về sự tham gia của Lloyd, "[Lloyd] rất hào hứng khi làm [cameo]. Anh ấy đã không hành động kể từ [bản gốc]. Anh ấy là một giáo viên và là một người rất thành công ở đó, [ai] thích [s] ] làm cho thế giới tốt đẹp hơn. Anh ấy đã trở lại trong một ngày, và chúng tôi đã rất vui mừng khi có anh ấy. " Khi được hỏi về lý do tại sao các nhà làm phim không đưa ra lời đề nghị tương tự với Jack Nicholson, Macy trả lời: "Với Jack, tôi biết rằng họ đã tiếp cận anh ấy với Ready Player One, và anh ấy dường như rất nghiêm túc về việc nghỉ hưu. Tôi đã biết rằng ông đã ủng hộ [phần tiếp theo] nhưng đã nghỉ hưu. " Flanagan thừa nhận: "Tôi không biết nó sẽ thực sự hoạt động như thế nào. Ngay cả khi anh ấy trở lại, nếu anh ấy xuất hiện như một nhân vật khác, tôi nghĩ rằng điều đó sẽ khiến tóc mọi người bốc cháy. Anh ấy hoàn toàn có mặt trên phim trường, mặc dù, dù anh ta có biết hay không. "

## Kết nối với tiểu thuyết và phim The Shining
Thông tin khác: The Shining (phim) § So sánh với tiểu thuyết
Doctor Sleep dựa trên cuốn tiểu thuyết kinh dị cùng tên năm 2013 của Stephen King. Cuốn tiểu thuyết là phần tiếp theo của tiểu thuyết King 1977 The Shining. [9] Cuốn tiểu thuyết năm 1977 được chuyển thể thành phim kinh dị cùng tên năm 1980 của đạo diễn Stanley Kubrick. King đã chỉ trích bộ phim chuyển thể của Kubrick đến mức viết và điều hành - sản xuất một bản chuyển thể mới với miniseries truyền hình năm 1997. [10]
Trong khi bộ phim Doctor Sleep dự định là bộ phim chuyển thể trực tiếp từ tiểu thuyết tiếp theo năm 2013, đạo diễn Mike Flanagan cho biết Doctor Sleep vẫn "thừa nhận [s] Kubrick's The Shining theo một cách nào đó". [11] Flanagan nói: "Đây là bản chuyển thể từ tiểu thuyết Bác sĩ ngủ, là phần tiếp theo của Stephen King cho tiểu thuyết của ông, The Shining. Nhưng điều này cũng tồn tại rất nhiều trong cùng vũ trụ điện ảnh mà Kubrick thiết lập trong tác phẩm The Shining của ông." [12 ] Ông giải thích làm việc với tất cả các nguồn, "Hòa giải ba người đó, đôi khi rất khác nhau, các nguồn là phần khó khăn và ly kỳ nhất của sáng tạo này đối với chúng tôi." [13] Lần đầu tiên ông đọc tiểu thuyết, và sau đó có một cuộc trò chuyện với King để làm việc thích nghi với tất cả các nguồn. Là một phần của quá trình, Flanagan đã tái tạo các cảnh từ The Shining để sử dụng trong hồi tưởng. [12] Ông cũng tránh được bộ phim kinh dị trope sợ nhảy như The Shining đã làm. [14]

## Sản xuất
Warner Bros Pictures bắt đầu phát triển bộ phim chuyển thể từ Doctor Sleep từ đầu năm 2014. [15] Năm 2016, nhà làm phim Akiva Goldsman tuyên bố rằng ông sẽ viết và sản xuất bộ phim cho Warner Bros. [16] Trong nhiều năm, Warner Bros. không thể đảm bảo ngân sách cho Doctor Sleep, hoặc cho một dự án khác, tiền truyện của The Shining có tên là Overlook Hotel. [17] Vào cuối năm 2017, Warner Bros. đã phát hành It, bộ phim chuyển thể từ tiểu thuyết cùng tên của năm 1986, và thành công phòng vé của nó đã khiến hãng phim nhanh chóng theo dõi quá trình sản xuất Doctor Sleep. Vào tháng 1 năm 2018, Warner Bros đã thuê Mike Flanagan viết lại kịch bản của Goldsman và chỉ đạo bộ phim, [18] với Goldsman nhận được tín dụng của nhà sản xuất điều hành. Về lý do tại sao anh ta quan tâm đến việc chỉ đạo Doctor Sleep, Flanagan nói: "Nó liên quan đến các chủ đề hấp dẫn nhất đối với tôi, đó là chấn thương thời thơ ấu dẫn đến tuổi trưởng thành, nghiện ngập, tan vỡ của một gia đình và hậu quả sau nhiều thập kỷ. "[19] Từ tháng 6 đến tháng 11 năm 2018, dàn diễn viên đã được tập hợp. [20] [21]
Việc quay phim bắt đầu vào tháng 9 năm 2018 tại tiểu bang Georgia của Hoa Kỳ; các địa điểm bao gồm Atlanta và St. Simons. [22] Trong khu vực Atlanta, các địa điểm cụ thể bao gồm Covington, Canton, Stone Mountain, Midtown, Porterdale và Fayetteville. [23] Sản xuất kết thúc vào tháng 12 năm 2018. [24] Đến tháng 1 năm 2019, Flanagan đã chỉnh sửa bộ phim. [25]
Điểm phim được sáng tác bởi The Newton Brothers (Andy Grush và Taylor Stewart), người cũng sáng tác nhạc cho các tác phẩm trước đó của Flanagan.

## Chủ đề
Tác giả Stephen King cho biết ông đã viết Doctor Sleep vì ông tự hỏi rằng Daniel Torrance sẽ như thế nào khi trưởng thành. Flanagan đã tuyên bố: "Daniel rất bi thảm bởi những gì anh ta đã trải qua, anh ta không biết làm thế nào để đối phó với điều này", và McGregor nói thêm, "triết lý của Dan Torrance ngay từ đầu trong câu chuyện là không sử dụng sự tỏa sáng. những chuyến viếng thăm khủng khiếp, những linh hồn đến từ khách sạn Overlook. "[27]

## Phát hành
Warner Bros. Pictures đã phát hành Doctor Sleep tại sân khấu Hoa Kỳ và Canada vào ngày 8 tháng 11 năm 2019. Họ đã mở bộ phim trên toàn cầu trước đó, ngày 31 tháng 10 năm 2019, trùng với Halloween. [28] Bộ phim ban đầu dự kiến được phát hành vào ngày 24 tháng 1 năm 2020. Deadline Hollywood cho biết việc sắp xếp lại đã phản ánh Warner Bros. đưa ra "một phiếu tín nhiệm lớn" trong phim

## Tiếp nhận
Kể từ ngày 10 tháng 11 năm 2019, Doctor Sleep đã thu về 14,1 triệu đô la tại Hoa Kỳ và Canada và 20 triệu đô la ở các lãnh thổ khác, với tổng số 34,1 triệu đô la trên toàn thế giới. [3] [4]
Ở Hoa Kỳ và Canada, bộ phim được phát hành cùng với Giáng sinh trước, Midway và Chơi với lửa, và ban đầu được dự kiến thu về 25 triệu30 triệu đô la từ 3,855 rạp vào cuối tuần công chiếu. [30] BoxOffice đã viết, "Xu hướng xã hội và trailer sớm là dấu hiệu cho thấy doanh thu phòng vé tiềm năng nên đánh giá và tiếp nhận khán giả tỏ ra thuận lợi", nhưng nói thêm, "Rào cản chính của Doctor Sleep đối với tình trạng đột phá có thể phụ thuộc vào nguồn khán giả trẻ hơn với nguồn gốc Tiểu thuyết của Stephen King và/hoặc The Shining. "[31] Bộ phim đã kiếm được 5,2 triệu đô la vào ngày đầu tiên, bao gồm 1,5 triệu đô la từ các buổi chiếu xem trước nâng cao vào ngày 30 tháng 10 và tối thứ năm vào ngày 7 tháng 11, hạ dự đoán cuối tuần xuống còn 12 triệu đô la. Nó đã kết thúc việc ra mắt tới 14,1 triệu đô la, gây khó chịu cho Midway cho vị trí hàng đầu. Deadline Hollywood suy đoán rằng mặc dù được các nhà phê bình và khán giả đánh giá là "được đánh giá tốt và được đón nhận", nhưng sự kém hiệu quả là do thời gian 2 tiếng rưỡi, cũng như nhận thức về bộ phim dành cho khán giả lớn tuổi. [ 2] Sau khi ra mắt, dự kiến bộ phim sẽ mất Warner Bros. khoảng 20 triệu đô la. [32]
Phản ứng quan trọng:
Trên trang web tổng hợp đánh giá Rotten Tomatoes, bộ phim giữ tỷ lệ tán thành 74% dựa trên 235 đánh giá, với điểm trung bình là 6,92 / 10. Sự đồng thuận của các nhà phê bình trên trang web là: "Bác sĩ ngủ quên đi nỗi kinh hoàng nguyên tố của người tiền nhiệm của nó cho phần tiếp theo đáng suy ngẫm hơn, cân bằng các chủ đề sâu sắc chống lại cơn ớn lạnh xương sống." [33] Metacritic đã cho bộ phim điểm trung bình 60 trên 43 nhà phê bình, chỉ ra "đánh giá hỗn hợp hoặc trung bình". [34] Khán giả được thăm dò bởi CinemaScore đã cho bộ phim đạt điểm "B +" trung bình theo thang điểm A + đến F, trong khi những người ở PostTrak cho trung bình bốn trong số năm sao, với 60% nói rằng họ chắc chắn sẽ giới thiệu nó cho bạn bè. [2 ]
Tứ khế